# Leitentscheidungsverfahren
Als Leitentscheidungsverfahren beim Bundesgerichtshof (BGH) können zivilprozessuale Revisionsverfahren bestimmt werden, wenn sie Rechtsfragen aufwerfen, deren Entscheidung für eine Vielzahl anderer Verfahren von Bedeutung ist.
Das Leitentscheidungsverfahren wurde am 31. Oktober 2024 durch Änderungen in der Zivilprozessordnung eingeführt.

## Anlass
Anlass für die Einführung des Verfahrens waren Massenverfahren mit gleichgelagerten Einzelfällen, bei denen die Klagen meist gleichförmig begründet wurden, wie beispielsweise zivilrechtliche Verfahren bezüglich des Abgasskandals, bei denen eine höchstrichterliche Klärung von Rechtsfragen ausblieb, indem die Revisionen aus prozesstaktischen Gründen zurückgenommen oder ein Vergleich ausgehandelt wurde. Es geht um den bestehenden Konflikt zwischen dem Allgemeininteresse nach einer zügigen Klärung umstrittener Rechtsfragen durch den BGH und dem Individualzugang zum Revisionsgericht, der durch die Dispositionsmaxime bestimmt wird. Dieser wird durch das Leitentscheidungsverfahren zugunsten der Allgemeinheit verschoben, womit die Entscheidung über Rechtsfragen gegen den Willen der am Revisionsprozess beteiligten Parteien möglich ist.

## Ablauf
Das Revisionsgericht kann nach § 552b ZPO ein Revisionsverfahren durch Beschluss als Leitentscheidungsverfahren bestimmen, wenn dort Rechtsfragen aufgeworfen werden, deren Entscheidung für eine Vielzahl anderer Verfahren von Bedeutung ist. Dies kann frühestens nach Eingang einer Revisionserwiderung oder nach Ablauf eines Monats nach Zustellung der Revisionsbegründung geschehen. Es wird nach § 565 ZPO eine Leitentscheidung getroffen, wenn kein Revisionsurteil ergeht. Diese Entscheidung hat keine Auswirkung auf das zugrundeliegende Revisionsverfahren.
Die Instanzgerichte können die Verhandlung nach § 148 Abs. 4 ZPO bis zur Erledigung eines Leitentscheidungsverfahren aussetzen, wenn die Entscheidung des Rechtsstreits von Rechtsfragen abhängt, die bei einem anhängigen Leitentscheidungsverfahren zu klären sind.

## Kritik
Kritisiert wird die weiterhin vorhandene lange Verfahrensdauer, da die Verfahren alle Instanzen bis zum BGH durchlaufen müssen. Dies würde sich alternativ durch ein Vorlageverfahren, bei dem die Instanzgerichte dem BGH bedeutsame Rechtsfragen vorlegen, verbessern lassen.

## Beispiele für Leitentscheidungsverfahren
Der Bundesgerichtshof bestimmte am 31. Oktober 2024 ein Revisionsverfahren zum Leitentscheidungsverfahren, bei dem es vor allem datenschutz- und schadensrechtliche Fragen bezüglich des Abgreifens von Daten über eine Kontakt-Import-Funktion des Sozialen Netzwerks Facebook zu klären gilt.